# Jean Leblond
Jean Leblond (* 2. Juni 1920 in Brugelette; † 1996 in Ath) war ein belgischer Marathonläufer.
1950 wurde er nationaler Meister (auf einer Strecke von 35 km) und Siebter bei den Leichtathletik-Europameisterschaften in Brüssel in 2:36:55 h.
1952 wurde er auf einer möglicherweise zu kurzen Strecke nationaler Vizemeister in 2:23:35 h hinter Charles Dewachtere. Bei den Olympischen Spielen in Helsinki kam er in 2:40:43 h auf den 32. Platz.